# Antithesis of Light
Antithesis of Light è il terzo album della band funeral doom metal statunitense Evoken.

## Tracce
1. Intro – 0:49
2. In Solitary Ruin – 10:44
3. Accursed Premonition – 12:33
4. The Mournful Refusal – 13:30
5. Pavor Nocturnus – 10:46
6. Antithesis of Light – 12:16
7. The Last of Vitality – 11:00

## Membri
- John Paradiso: Chitarre/Voce/Basso
- Nick Orlando: Chitarre
- Vince Verkay: Batteria
- Denny Hahn: Tastiere

con la partecipazione di:
- Chris Kuffner: Violoncello